# Copa COSAFA 2021
La Copa COSAFA 2021 fue la 20.ª edición de la Copa COSAFA, una competición internacional de fútbol en que participan equipos nacionales de países miembros del Consejo de Asociaciones de Fútbol de África del Sur (COSAFA).
Fue organizada por Sudáfrica entre el 6 y 18 de julio de 2021.

## Participantes
En cursiva el equipo debutante. 
| - Botsuana - Lesoto - Malaui - Mozambique - Namibia | - Senegal (invitado) - Sudáfrica - Suazilandia - Zambia - Zimbabue |

## Fase de grupos

### Grupo A
| Pos. | Equipo      | Pts. | PJ | G | E | P | GF | GC | Dif. | Clasificación                 |
| ---- | ----------- | ---- | -- | - | - | - | -- | -- | ---- | ----------------------------- |
| 1    | Sudáfrica   | 10   | 4  | 3 | 1 | 0 | 6  | 0  | +6   | Clasificado a las semifinales |
| 2    | Suazilandia | 7    | 4  | 2 | 1 | 1 | 5  | 3  | +2   | Clasificado a las semifinales |
| 3    | Zambia      | 4    | 4  | 1 | 1 | 2 | 3  | 4  | −1   |                               |
| 4    | Botsuana    | 4    | 4  | 1 | 1 | 2 | 6  | 4  | +2   |                               |
| 5    | Lesoto      | 3    | 4  | 1 | 0 | 3 | 3  | 12 | −9   |                               |

Actualizado a los partidos jugados el 14 de julio de 2021.
 Fuente: Soccerway
| Fecha                      | Lugar          |             |                        | Resultado |                        |             |
| -------------------------- | -------------- | ----------- | ---------------------- | --------- | ---------------------- | ----------- |
| 6 de julio de 2021, 14:00  | Port Elizabeth | Suazilandia | Bandera de Suazilandia | 3:1       | Bandera de Lesoto      | Lesoto      |
| 6 de julio de 2021, 17:00  | Port Elizabeth | Sudáfrica   | Bandera de Sudáfrica   | 1:0       | Bandera de Botsuana    | Botsuana    |
| 8 de julio de 2021, 12:00  | Port Elizabeth | Zambia      | Bandera de Zambia      | 1:2       | Bandera de Lesoto      | Lesoto      |
| 8 de julio de 2021, 15:00  | Port Elizabeth | Sudáfrica   | Bandera de Sudáfrica   | 1:0       | Bandera de Suazilandia | Suazilandia |
| 10 de julio de 2021, 12:00 | Port Elizabeth | Botsuana    | Bandera de Botsuana    | 4:0       | Bandera de Lesoto      | Lesoto      |
| 10 de julio de 2021, 15:00 | Port Elizabeth | Suazilandia | Bandera de Suazilandia | 1:0       | Bandera de Zambia      | Zambia      |
| 13 de julio de 2021, 15:00 | Port Elizabeth | Zambia      | Bandera de Zambia      | 2:1       | Bandera de Botsuana    | Botsuana    |
| 13 de julio de 2021, 15:00 | Port Elizabeth | Sudáfrica   | Bandera de Sudáfrica   | 4:0       | Bandera de Lesoto      | Lesoto      |
| 14 de julio de 2021, 15:00 | Port Elizabeth | Suazilandia | Bandera de Suazilandia | 1:1       | Bandera de Botsuana    | Botsuana    |
| 14 de julio de 2021, 15:00 | Port Elizabeth | Sudáfrica   | Bandera de Sudáfrica   | 0:0       | Bandera de Zambia      | Zambia      |

### Grupo B
| Pos. | Equipo     | Pts. | PJ | G | E | P | GF | GC | Dif. | Clasificación                 |
| ---- | ---------- | ---- | -- | - | - | - | -- | -- | ---- | ----------------------------- |
| 1    | Senegal    | 9    | 4  | 3 | 0 | 1 | 6  | 4  | +2   | Clasificado a las semifinales |
| 2    | Mozambique | 7    | 4  | 2 | 1 | 1 | 3  | 1  | +2   | Clasificado a las semifinales |
| 3    | Namibia    | 7    | 4  | 2 | 1 | 1 | 5  | 3  | +2   |                               |
| 4    | Malaui     | 2    | 4  | 0 | 2 | 2 | 4  | 7  | −3   |                               |
| 5    | Zimbabue   | 2    | 4  | 0 | 2 | 2 | 3  | 6  | −3   |                               |

Actualizado a los partidos jugados el 14 de julio de 2021.
 Fuente: Soccerway
| Fecha                      | Lugar          |            |                       | Resultado |                     |          |
| -------------------------- | -------------- | ---------- | --------------------- | --------- | ------------------- | -------- |
| 7 de julio de 2021, 12:00  | Port Elizabeth | Mozambique | Bandera de Mozambique | 0:0       | Bandera de Zimbabue | Zimbabue |
| 7 de julio de 2021, 15:00  | Port Elizabeth | Senegal    | Bandera de Senegal    | 1:2       | Bandera de Namibia  | Namibia  |
| 9 de julio de 2021, 12:00  | Port Elizabeth | Malaui     | Bandera de Malaui     | 2:2       | Bandera de Zimbabue | Zimbabue |
| 9 de julio de 2021, 15:00  | Port Elizabeth | Mozambique | Bandera de Mozambique | 0:1       | Bandera de Senegal  | Senegal  |
| 11 de julio de 2021, 14:00 | Port Elizabeth | Namibia    | Bandera de Namibia    | 2:0       | Bandera de Zimbabue | Zimbabue |
| 11 de julio de 2021, 17:00 | Port Elizabeth | Mozambique | Bandera de Mozambique | 2:0       | Bandera de Malaui   | Malaui   |
| 13 de julio de 2021, 12:00 | Port Elizabeth | Senegal    | Bandera de Senegal    | 2:1       | Bandera de Zimbabue | Zimbabue |
| 13 de julio de 2021, 12:00 | Port Elizabeth | Malaui     | Bandera de Malaui     | 1:1       | Bandera de Namibia  | Namibia  |
| 14 de julio de 2021, 12:00 | Port Elizabeth | Mozambique | Bandera de Mozambique | 1:0       | Bandera de Namibia  | Namibia  |
| 14 de julio de 2021, 12:00 | Port Elizabeth | Senegal    | Bandera de Senegal    | 2:1       | Bandera de Malaui   | Malaui   |

## Fase final

### Semifinales
| Fecha                      | Lugar          |           |                      | Resultado      |                        |             |
| -------------------------- | -------------- | --------- | -------------------- | -------------- | ---------------------- | ----------- |
| 16 de julio de 2021, 14:00 | Port Elizabeth | Senegal   | Bandera de Senegal   | 2:2 (3:0 pen.) | Bandera de Suazilandia | Suazilandia |
| 16 de julio de 2021, 17:00 | Port Elizabeth | Sudáfrica | Bandera de Sudáfrica | 3:0            | Bandera de Mozambique  | Mozambique  |

### Tercer lugar
| Fecha                      | Lugar          |             |                        | Resultado      |                       |            |
| -------------------------- | -------------- | ----------- | ---------------------- | -------------- | --------------------- | ---------- |
| 18 de julio de 2021, 12:00 | Port Elizabeth | Suazilandia | Bandera de Suazilandia | 1:1 (4:2 pen.) | Bandera de Mozambique | Mozambique |

### Final
| Fecha                      | Lugar          |         |                    | Resultado      |                      |           |
| -------------------------- | -------------- | ------- | ------------------ | -------------- | -------------------- | --------- |
| 18 de julio de 2021, 15:30 | Port Elizabeth | Senegal | Bandera de Senegal | 0:0 (4:5 pen.) | Bandera de Sudáfrica | Sudáfrica |

## Campeón
| Copa COSAFA 2021     |
| -------------------- |
| Bandera de Sudáfrica |
| Sudáfrica 5º Título  |

## Goleadores
- Actualizado el 18 de julio de 2021.

| Jugador               | Selección | Goles |
| --------------------- | --------- | ----- |
| Sepana Letsoalo       | Sudáfrica | 4     |
| Elmo Kambindu         | Namibia   | 3     |
| Tumisang Orebonye     | Botsuana  | 3     |
| Justin Shonga         | Zambia    | 3     |
| Thatayaone Kgamanyane | Botsuana  | 3     |

## Clasificación general
| Equipo | Equipo      | Pts | PJ | PG | PE | PP | GF | GC | Dif |
| ------ | ----------- | --- | -- | -- | -- | -- | -- | -- | --- |
| 1      | Sudáfrica   | 14  | 6  | 4  | 2  | 0  | 9  | 0  | +9  |
| 2      | Senegal     | 11  | 6  | 3  | 2  | 1  | 8  | 6  | +2  |
| 3      | Suazilandia | 9   | 6  | 2  | 3  | 1  | 8  | 6  | +2  |
| 4      | Mozambique  | 8   | 6  | 2  | 2  | 2  | 4  | 5  | -1  |
| 5      | Namibia     | 7   | 4  | 2  | 1  | 1  | 5  | 3  | +2  |
| 6      | Botsuana    | 4   | 4  | 1  | 1  | 2  | 6  | 4  | +2  |
| 7      | Zambia      | 4   | 4  | 1  | 1  | 2  | 3  | 4  | -1  |
| 8      | Lesoto      | 3   | 4  | 1  | 0  | 3  | 3  | 12 | -9  |
| 9      | Malaui      | 2   | 4  | 0  | 2  | 2  | 4  | 7  | -3  |
| 10     | Zimbabue    | 2   | 4  | 0  | 2  | 2  | 3  | 6  | -3  |